# Taggbjörnbär
Taggbjörnbär (Rubus senticosus) är en rosväxtart som beskrevs av Koehler och Carl Ernst August Weihe. Enligt Catalogue of Life ingår Taggbjörnbär i släktet rubusar och familjen rosväxter, men enligt Dyntaxa är tillhörigheten istället släktet rubusar och familjen rosväxter. Arten är reproducerande i Sverige. Utöver nominatformen finns också underarten R. s. pusillus.

## Bildgalleri

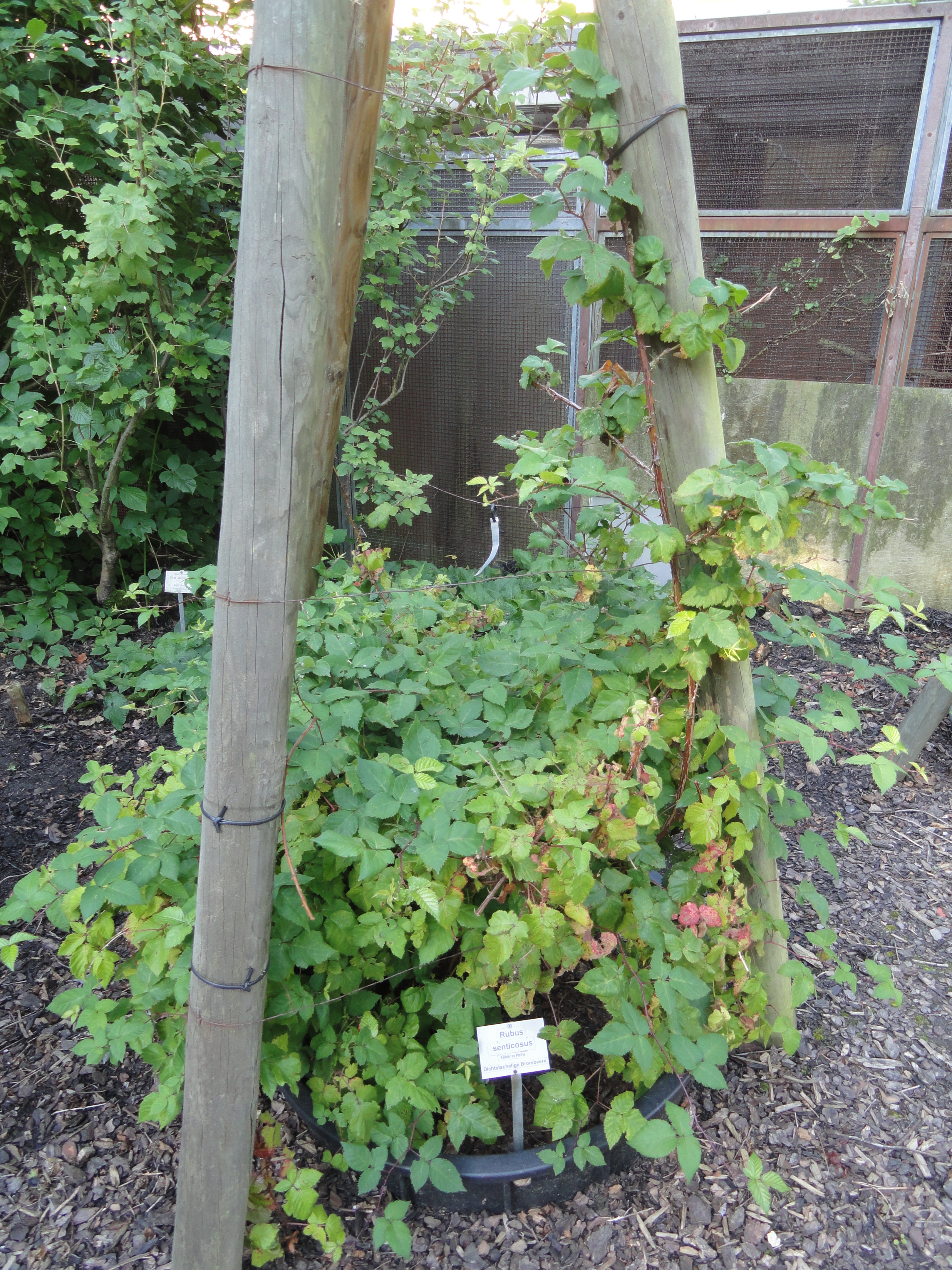